# ابر قارچی

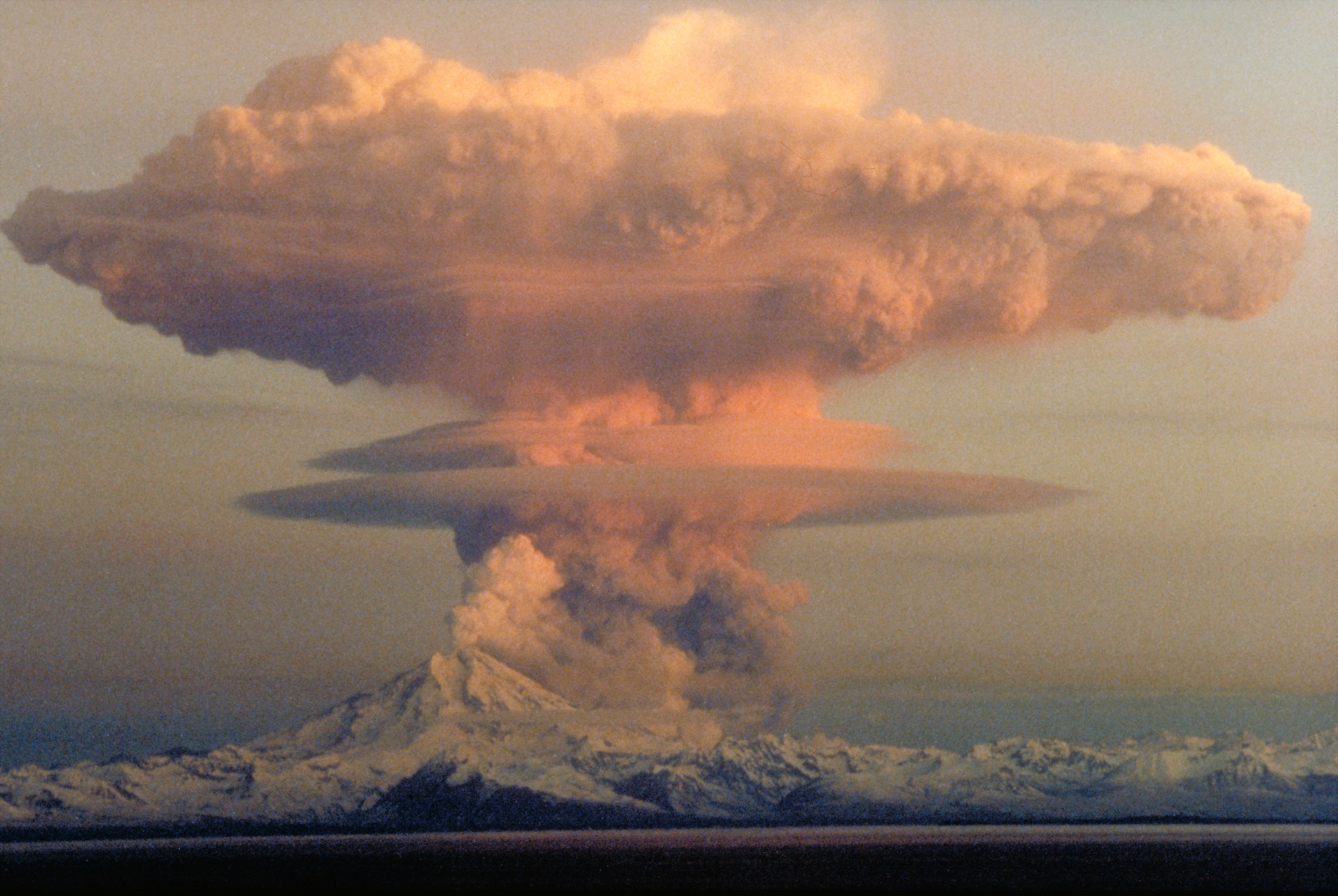
صعود ابر از کوه ردابت از یک فوران در ۲۱ آوریل ۱۹۹۰. ابر قارچ شکل از جریان آذرآواری تشکیل شده‌است.

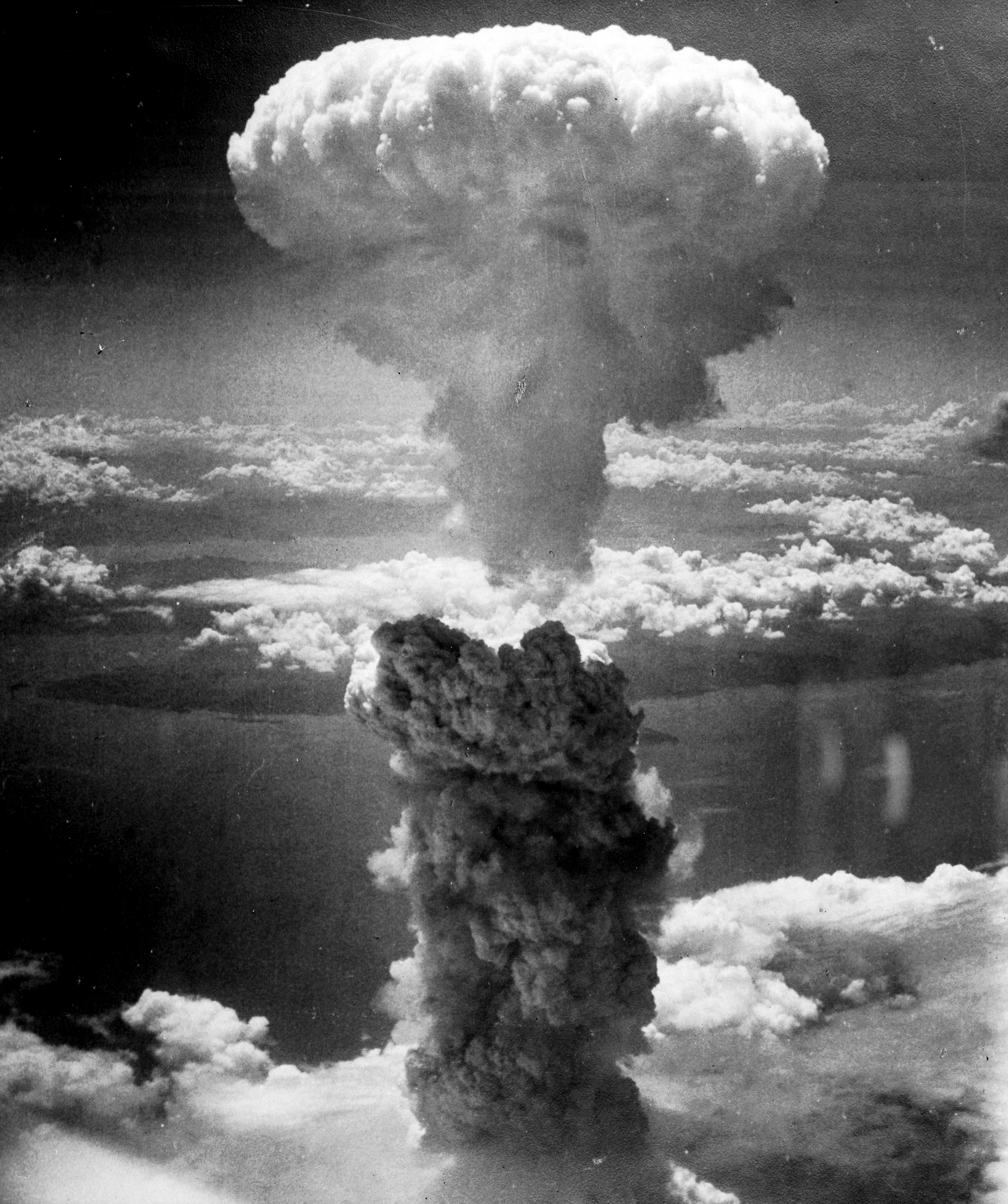
ابر قارچی از بمباران اتمی ناگازاکی ژاپن در ۹ اوت ۱۹۴۵.

درون ابر قارچی در حال بزرگ شدن

یک ابر قارچی یک ابر متمایز آتش‌کومه‌ای از باقی مانده/دود است که معمولاً شامل بخار آب چگال ناشی از انفجار است. اغلب در ارتباط با یک انفجار هسته ای شناخته می‌شود، اما هر انفجار به اندازه کافی پر انرژی، چنین ابری را تولید خواهد کرد. به‌طور مثال سلاح‌های متعارف مانند سلاح‌های گرمافشاری از جمله پدر همه بمب‌ها و بمب جی‌بی‌یو-۴۳/بی آن را تولید می‌کند. برخی از فورانهای آتشفشانی و رویداد برخوردی می‌تواند ابر قارچی طبیعی نیز تولید کند.
ابر قارچی نتیجه شکل‌گیری ناگهانی یک حجم بزرگ از گاز با چگالی کمتر در هر ارتفاعی است که باعث ناپایداری رایلی تیلور می‌شود. این توده گاز شناور به سرعت بزرگ می‌شود و در نتیجه گرداب آشفته مواج به سمت داخل در اطراف لبه‌های آن را تشکیل می‌دهند که باعث ایجاد حلقه گردابی موقت می‌شود که که یک ستون مرکزی احتمالاً با دود و آوار و/یا بخار آب چگال به شکل «پایه قارچ» را می‌سازد. حجم گاز به همراه قطرات هوای مرطوب در نهایت به ارتفاعی می‌رسد که دیگر چگالی کمتری نسبت به هوای اطراف ندارد؛ در این نقطه، شروع به پراکندگی هر گونه باقی مانده کشیده شده به سمت بالا می‌کند. ارتفاع ثبات به شدت بستگی به پروفایل‌های دما و نقطه شبنم و چینش باد در هوا و در ارتفاع بالاتر از نقطه شروع دارد.

## کتابشناسی
- Glasstone, Samuel, and Dolan, Philip J. The Effects of Nuclear Weapons 3rd edn. Washington, DC: United States Department of Defense and Energy Research and Development Administration, 1977. (esp. "Chronological development of an air-burst" and "Description of Air and Surface Bursts" in Chapter II)
- Vigh, Jonathan. Mechanisms by Which the Atmosphere Adjusts to an Extremely Large Explosive Event, 2001.